# 武玉笑
武玉笑（1929年2月6日—2018年8月9日），男，陕西葭县人，中国剧作家，甘肃省文学艺术界联合会原副主席，甘肃省作家协会原主席。